# Marina Borovskaja
Marina Aleksandrovna Borovskaja (in russo Марина Александровна Боровская?; Sverdlovsk, 8 ottobre 1964) è un'economista e docente russa laureata in Scienze Economiche. Dal 2012 è Rettrice dell'Università federale meridionale. È inoltre Presidente del Consiglio dei Rettori del Distretto Federale Meridionale e Vicepresidente dell'Unione Russa dei Rettori.

## Biografia
Si è laureata all'Università di Rostov nel 1986, specializzandosi in economia politica. Tre anni più tardi si è iscritta a un corso post laurea per poi iniziare a lavorare come assistente presso il Dipartimento di Economia della Taganrog State Radio Engineering University. In seguito ha lavorato come specialista senior del dipartimento di credito presso la PromStroyBank a Rostov-on-Don e successivamente è entrata nella compagnia di assicurazioni Soyuz, dove ha ricoperto la carica di Chief financial specialist.  Nel 2002 ha conseguito il dottorato con una tesi dal titolo "Gestione del patrimonio comunale nel sistema dell'economia regionale: un aspetto teorico e uno applicato". Per diversi anni è stata responsabile del Dipartimento di Economia della Taganrog State Radio Engineering University, diventandone anche vicedirettrice. È stata inoltre vicedirettrice del dipartimento per l'organizzazione del processo di bilancio, contabilità e rendicontazione del Ministero dell'Istruzione e della Scienza della Russia. Il 18 giugno 2012, con decreto del Primo Ministro russo Dmitry Medvedev, è stata nominata Rettrice dell'Università Federale Meridionale, mentre nel 2016 è stata anche eletta corrispondente dell'Accademia russa di istruzione.

## Accuse di disonestà accademica
La rete di volontari del Dissernet, organizzazione fondata da un gruppo di scienziati russi con lo scopo di denunciare il verificarsi di comportamenti scorretti nell'ambito della ricerca, ha scoperto la sua partecipazione a diversi casi di assegnazione di diplomi scientifici ottenuti con tesi evidentemente plagiate, compreso quello in cui fu la sua stessa tesi ad essere stata plagiata dalla persona che stava supervisionando in quel periodo.